# Муранска Дуга Лука
Муранска Дуга Лука (слч. Muránska Dlhá Lúka) насељено је мјесто са административним статусом сеоске општине (слч. obec) у округу Ревуца, у Банскобистричком крају, Словачка Република.

## Становништво
| Година:    | 1994. | 2004.   | 2014.    | 2024.   |
| ---------- | ----- | ------- | -------- | ------- |
| Број људи: | 722   | 782     | 894      | 938     |
| Разлика:   |       | +8,31 % | +14,32 % | +4,92 % |

| Година:    | 2023. | 2024.   |
| ---------- | ----- | ------- |
| Број људи: | 936   | 938     |
| Разлика:   |       | +0,21 % |

Према подацима о броју становника из 2011. године насеље је имало 890 становника.